# 혜편
혜편(惠便, ?~?)은 고구려 말기의 승려이다.

## 생애
일찍이 일본에 건너가 불도를 펴려 하였으나, 일본 백성이 무지하여 포교가 매우 어려웠다. 584년 백제 사신 녹량이 미륵 불상을 가지고 일본에 왔는데, 일본의 대신이며 불교 신자이던 소가가 절을 짓고 석불을 모셨으나, 봉향할 사람이 없어 마침내 혜편이 뽑혔다. 이에 소가는 그의 세 딸을 혜편에게 보내어 비구니가 되게 하였다. 이것이 일본 비구니의 시초가 되었다.